# Rafael Gallardo García
Rafael Gallardo García (ur. 28 października 1927 w Yuriria, zm. 30 stycznia 2021 w Tampico) – meksykański duchowny rzymskokatolicki, w latach 1987–2003 biskup Tampico.

## Życiorys
Święcenia kapłańskie przyjął 8 kwietnia 1950. 11 lipca 1974 został prekonizowany biskupem Linares. Sakrę biskupią otrzymał 24 września 1974. 21 maja 1987 został mianowany biskupem Tampico. 27 grudnia 2003 przeszedł na emeryturę.